# Telefonsko-telegrafski centar u Puli
Telefonsko-telegrafski centar u Puli nalazi se u samom centru grada nasuprot historicističkoj zgradi austrougarskoga časničkog Mornaričkog kasina. TT centar u Puli arhitektonsko je ostvarenje Ninoslava Kučana i njegova suradnika Vjekoslava Antolovića iz 1974. godine. Zgrada predstavlja jedan od prvih i najzapaženijih u nizu projektiranih i mahom realiziranih telefonsko-telegrafskih centara u Hrvatskoj koji su prostorno bili vrlo jednostavni, a služili su za smještaj postrojenja - komunikacijskih centrala. Kako za funkcioniranje postrojenja nije bilo potrebno nikakvo osoblje nego samo povremeni nadzor, nije bilo nikakvih drugih prostornih zahtjeva.
Prilikom projektiranja TT centra u Puli konzervatori su postavili stroge uvjete u vezi s vanjskim izgledom jer su unatoč modernističkoj posvemašnjoj neosjetljivosti za arhitektonsku baštinu 1970-ih jedna od glavnih tema postale interpolacije.
TT centar u Puli izveden je kao prigradnja u strogo zadanim gabaritima, koja s ranije izgrađenim objektom Palača pošte čini trokutni otok. "Nevidljiva" neožbukana betonska pročelja s malobrojnim otvorima presvučena su prefabriciranim rasterom s velikim zatamnjenim staklenim stijenama.
Na mjestu današnjeg TT centra u Puli nalazila se prije Drugog svjetskog rata Palača nadvojvode Karla Stjepana koja je srušena u savezničkom bombardiranju.